# Torpaätten
Torpaätten, Jöns Bengtssons eller Arvid Jönssons ätt är en svensk medeltida adelsätt med anknytning till södra Västergötland. Namnet Torpaätten, som är konstruerat i nyare tid, syftar på stamgodset Torpa i Länghems socken, nuvarande Tranemo kommun i Västergötland. De medlemmar som förde vapnet Sparre över stjärna har ibland identifierats med detta. Detta gäller speciellt riksrådet Arvid Knutsson (Sparre över stjärna) (död 1497).
Ättens äldste kände person, Jöns Bengtsson, föddes på 1300-talet och levde ännu 1412. Han förde en sparre som sitt vapen. 
Hans son Arvid Jönsson lade till en sexuddig stjärna till faderns vapen, vilket kan vara en orsak till att han ibland anges som ättens stamfar. Via sonen Knut Arvidsson ärvdes Torpa till sonsonen Arvid Knutsson till Torpa, vars son Olof Arvidsson (Stenbock) upptog sin mödernesläkts stenbocksvapen kombinerat med sitt fädernevapen i en kvadrerad sköld, och därmed räknas ättlingarna till Stenbocksätten. 
Oavsett namn och startpunkt anges både den grevliga ätten Stenbock och den adliga ätten Drake af Intorp som utgreningar från Torpaätten, som därmed försvann ur historien. 
Stenbocksätten är idag utgången i Sverige men fortlever i Finland, medan Drakeätten, som introducerades på Riddarhuset 1625, utslocknade 1632.
I den genealogiska litteraturen återger Anrep Riddarhusgenealogin Torpaätten och Aspenäsätten som grenar av den adliga ätten Store. Dessa ätter betecknades vidare som ättlingar till stormannen Joar Blå, vars roll i 1200-talets svenska historia är omtvistad.
Gustaf Elgenstierna menade att allt detta var fel, och att varken släktskapen med Joar Blå eller mellan de anförda släkterna inbördes kan dokumenteras. Han presenterar i stället Torpaättens medlemmar i sin artikel om Drake af Intorp.

## Släktträd
Tabellnummer efter Gustaf Elgenstiernas beskrivning av ätten Drake af Intorp anges som (Drake 1), etcetera.
- Jöns Bengtsson (Torpaätten) född 1340-talet, död efter 1412. Häradshövding i Kind, köpte en gård i Gällstad. Han hade en sparre i vapnet. (Drake 1)
  - Arvid Jönsson (Torpaätten), född omkring 1376, död senast 1438 häradshövding, väpnare, ändrade vapnet till sparre över stjärna. (Drake 2)
    - Knut Arvidsson (Torpaätten), död 1459 till Torpa Langhems socken kallas väpnare 1438, häradshövding i Kind.(Drake 3) 
      - Arvid Knutsson (Torpaätten) död 1497, riksråd och lagman. Innehade Torpa och Intorp m m häradshövding i Kind. Lät bygga Torpa stenhus. Gift med Anna Gustafsdotter av äldre Stenbocksätten. (Drake 4)
        - Olof Arvidsson (Stenbock) död 1508. Upptog Stenbocksvapnet, som han kombinerade med sitt eget i en kvadrerad sköld. Väpnare och häradshövding.
          - Gustaf Olofsson (Stenbock) till Torpa

        - Marta Arvidsdotter (Sparre över stjärna), gift med häradshövdingen Olof Drake  "från Västbo" i dennes andra gifte.

    - Arvid Arvidsson (Torpaätten), väpnare, skiftade gårdar med sin bror Knut Arvidsson 1457 (Drake 5) 
      - Nils Arvidson till Intorp, väpnare, rusthållare,  gifte sig med Ingeborg Olofsdotter Drake, dotter till häradshövdingen Olof Kristersson Drake "från Västbo"  i dennes första gifte(Drake 6)
        - Olof Nilsson Drake (död 1593), ryttmästare  upptog modernamnet Drake men behöll släktvapnet. (Drake 7)
          - Axel Drake till Intorp och Östentorp (död 1632) ståthållare, (Drake 8)
          - Nils Drake (död omkring 1605/1606), ryttmästare, född utom äktenskap (Drale 9)
            - Anders Nilsson (död omkring 1646), lantjunkare, ansågs av sin samtid inte vara adlig